# Rezerwat przyrody Kopiec Kościuszki
Rezerwat przyrody Kopiec Kościuszki – leśny rezerwat przyrody utworzony w 1989 r., położony na terenie gminy Maciejowice (przy granicy z gminą Sobolew), niedaleko miejscowości Nowa Krępa. Zajmuje powierzchnię 6,07 ha.
Celem ochrony jest zachowanie ze względów naukowych i dydaktycznych stanowiska bodziszka żałobnego i innych rzadkich gatunków roślin oraz dobrze zachowanych fragmentów zbiorowisk leśnych: łęgu, grądu i boru mieszanego.
W bogatym runie występują m.in. kozłek bzowy, turzyca drżączkowata, złoć żółta, złoć mała, bniec czerwony, kokorycz pełna.
Nazwa rezerwatu upamiętnia wydarzenia związane z bitwą pod Maciejowicami – na terenie rezerwatu w miejscu, uznanym za to, w którym Tadeusz Kościuszko został ranny i wzięty do niewoli, znajduje się niewielki kopiec usypany z kamieni. Do kopca prowadzi szlak pieszy.